# Susanna Dorothea Mariana Henrichsen
Susanna Dorothea Mariana Henrichsen, född Hunger i Dresden, död 1739 i Stockholm, var en svensk konstnär.
Hon var dotter till emaljmålaren Christopher Hunger och Mariana Bruckner. Hon var verksam som tecknare, emaljmålare och kopparstickare. Gift 1738 med konstnären Johan Georg Henrichsen och mor till Johan Christoffer Henrichsen.